# Gyula Nemes
Gyula ("Jula") Nemes (Kóspallag, 14 maart 1938 – Brussel, 3 maart 2020)  was een Hongaars voetballer. De middenvelder kwam in eigen land uit in de jeugd van Ferencváros en speelde daarna onder andere in België en Nederland.

## Loopbaan

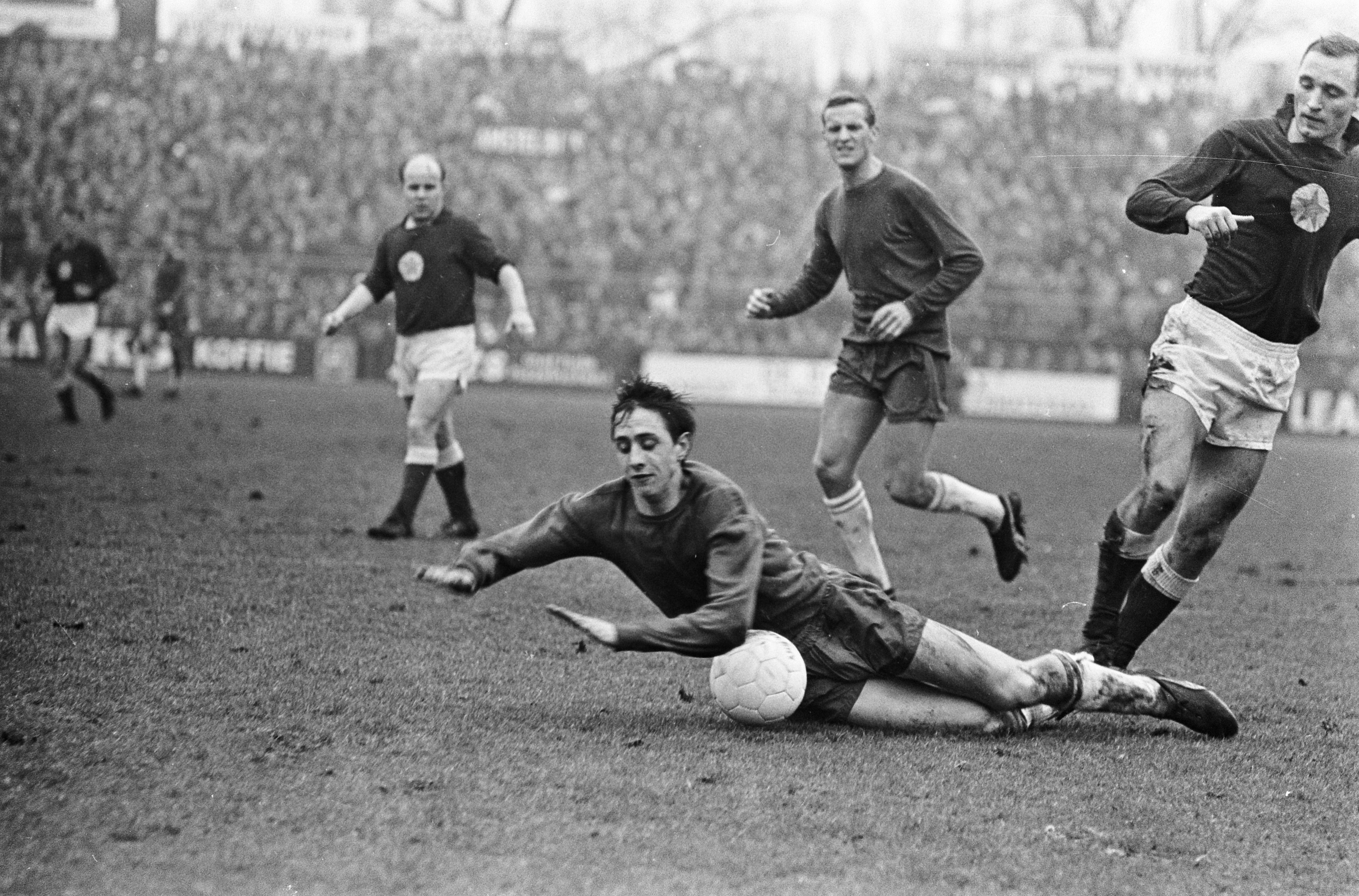
Nemes (rechts) vloert Cruijff (1967)

Nemes was als jeugdspeler tussen 1950 en 1956 verbonden aan Ferencváros. Ten tijde van het neerslaan van de Hongaarse Opstand in november 1956 was hij met het Hongaars elftal voor spelers onder de 19 jaar op een oefencampagne in Engeland en Zwitserland. Het complete elftal, inclusief trainer Jenő Vincze, besloot niet terug te keren naar Hongarije. Met ploeggenoot György Lipták kwam Nemes terecht bij het Belgische RFC de Liège. Vanaf oktober 1957 kwam hij drie seizoenen uit voor deze club.
Via RSC Anderlecht en Cercle Brugge, waar hij weinig tot spelen kwam, verhuisde Nemes in 1962 naar Sportclub Enschede in Nederland. In drie seizoenen speelde hij 87 competitieduels voor Sportclub en nadat deze ploeg in 1965 was opgegaan in FC Twente speelde hij nog eens 21 wedstrijden voor de fusieclub. In 1966 verkaste hij net als zijn toenmalige trainer Friedrich Donenfeld naar MVV, voor een transfersom van 100.000 gulden.
Voor MVV kwam Nemes ruim drie seizoenen uit. Vanaf december 1969 werd hij voor een half jaar verhuurd aan de Fortuna/Sittardia Combinatie. Hierna speelde hij voor SM Caen en US Duinkerken in Frankrijk en Buchs in Zwitserland. Van deze laatste ploeg en van Valur Reykjavík in IJsland was Nemes na zijn actieve voetballoopbaan trainer.